# ألبرتو فرنانديز
ألبرتو فرنانديز (و. 1959 في بوينس آيرس– م) هو سياسي، ومحامي، رئيس الأرجنتين السابع والخمسون، فاز بالانتخابات الرئاسية في 28 أكتوبر 2019. بعد تقدمه على الرئيس السابق ماوريسيو ماكري. وتولى المنصب في 10 ديسمبر.
وصفت صحيفة الإيكونوميست البريطانية فرنانديز "بأنه "رئيس بلا خطة"، واعتبرت إدارته "ضعيفة" في إشارة إلى افتقاره إلى استقلالية اتخاذ القرار. وبدلاً من ذلك، تأثرت اختياراته بشدة بنائبة الرئيس والرئيسة السابقة كريستينا فرنانديز دي كيرشنر، التي قادت الائتلاف أيضًا، والتي وصفها فرنانديز نفسه بأنها "مصدر دائم للتشاور". في أبريل 2023، أعلن فرنانديز أنه قرر عدم السعي لإعادة انتخابه للرئاسة في الانتخابات الرئاسية 2023. خلفه خافيير مايلي في 10 ديسمبر 2023.

## حياته العملية
تخرج من جامعة بوينس آيرس وتحديدا من كلية الحقوق، وكان عازف قيثارة لفترة، دخل عالم السياسة أول مرة في أوائل الثمانينيات في القرن الماضي، في نهاية فترة الديكتاتورية العسكرية. شغل خلال معظم حياته السياسية عضوية الحزب العدلي، التابع لمبادئ الرئيس السابق خوان بيرون، والذي يعد حاليا جزءا من تحالف المعارضة الرئيسي من يسار الوسط، «فرينتي دي تودوس».
ترأس حملة الرئيس نيستور كيرشنر الانتخابية عام 2003، ثم حملة زوجة دي كيرشنر الرئاسية في عام 2007، وفي فترة حكم كل منهما للبلاد، تولى منصب رئيس مجلس الوزراء. استقال في عام 2008 بعد خلاف حاد مع الرئيسة كريستينا دي كيرشنر، وكان معارضا لسياسات مثل محاولات تسييس القضاء، والحد من نفوذ جماعة إعلامية معارضة قوية.
وبعد استقالته، أصبح معارضا صريحا لرئيسته السابقة، لكنه أبعد خلافاتهما بعد ذلك، حيث قال إن هذه الخلافات تحدث لكثير من الأرجنتينيين، إذ أنك تختلف مع الأصدقاء لأنك لا توافق على سياسة ما.

## مناصب
- تولى منصب رئيس مجلس الوزراء في (25 مايو 2003–23 يوليو 2008).